# Aegidius de Murino
Aegidius de Murino, mit Nachnamen auch de Morina, de Muris und de Mori sowie Aegidius de Francia, war ein mittelalterlicher französischer Komponist und Musiktheoretiker, der in der zweiten Hälfte des 14. Jahrhunderts gewirkt hat. Sein Tractatus cantus mensurabilis enthält Anweisungen zur Komposition von Motetten. Der diesem Traktatus in der Überlieferung immer vorangestellte Tractatus de diversis figuris wird von Edmond de Coussemaker dem Philippus de Caserta zugeschrieben. Alle anderen Handschriften sehen ihn als den ersten Teil des Traktats von de Murino selbst.